# Kirchhundem
Kirchhundem is een gemeente in de Duitse deelstaat Noordrijn-Westfalen, gelegen in de Kreis Olpe. De gemeente Kirchhundem telt 11.353 inwoners (31 december 2020) op een oppervlakte van 147,91 km².
Hier bevindt zich het Panorama Park Sauerland Wildpark.

## Delen gemeente Kirchhundem
- Brachthausen
- Heinsberg
- Oberhundem
- Rahrbach
- Silberg
- Welschen Ennest

## Geboren
- Paul Josef Cordes (1934-2024), kardinaal

## Afbeeldingen

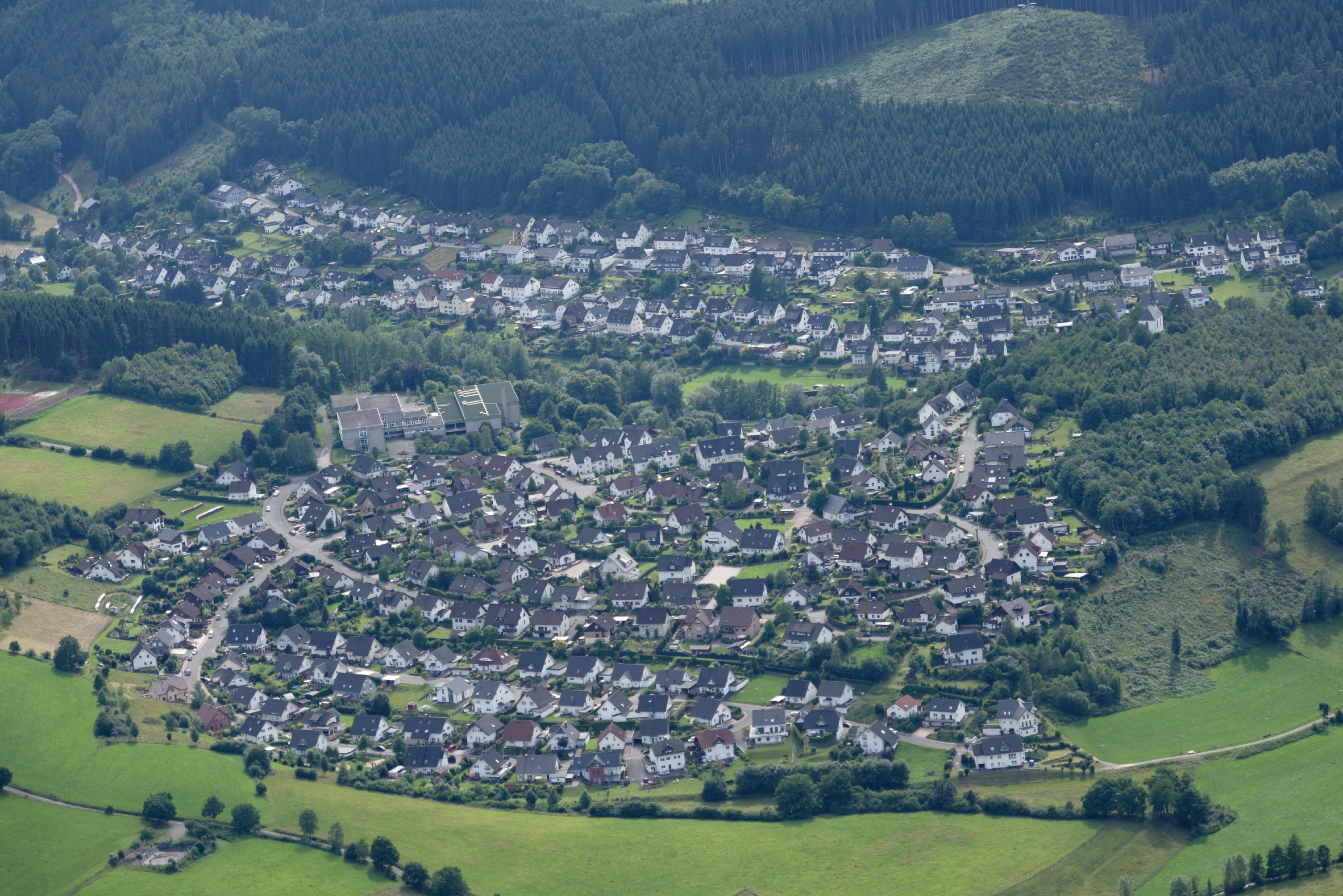
Nieuwbouw in Kirchhundem
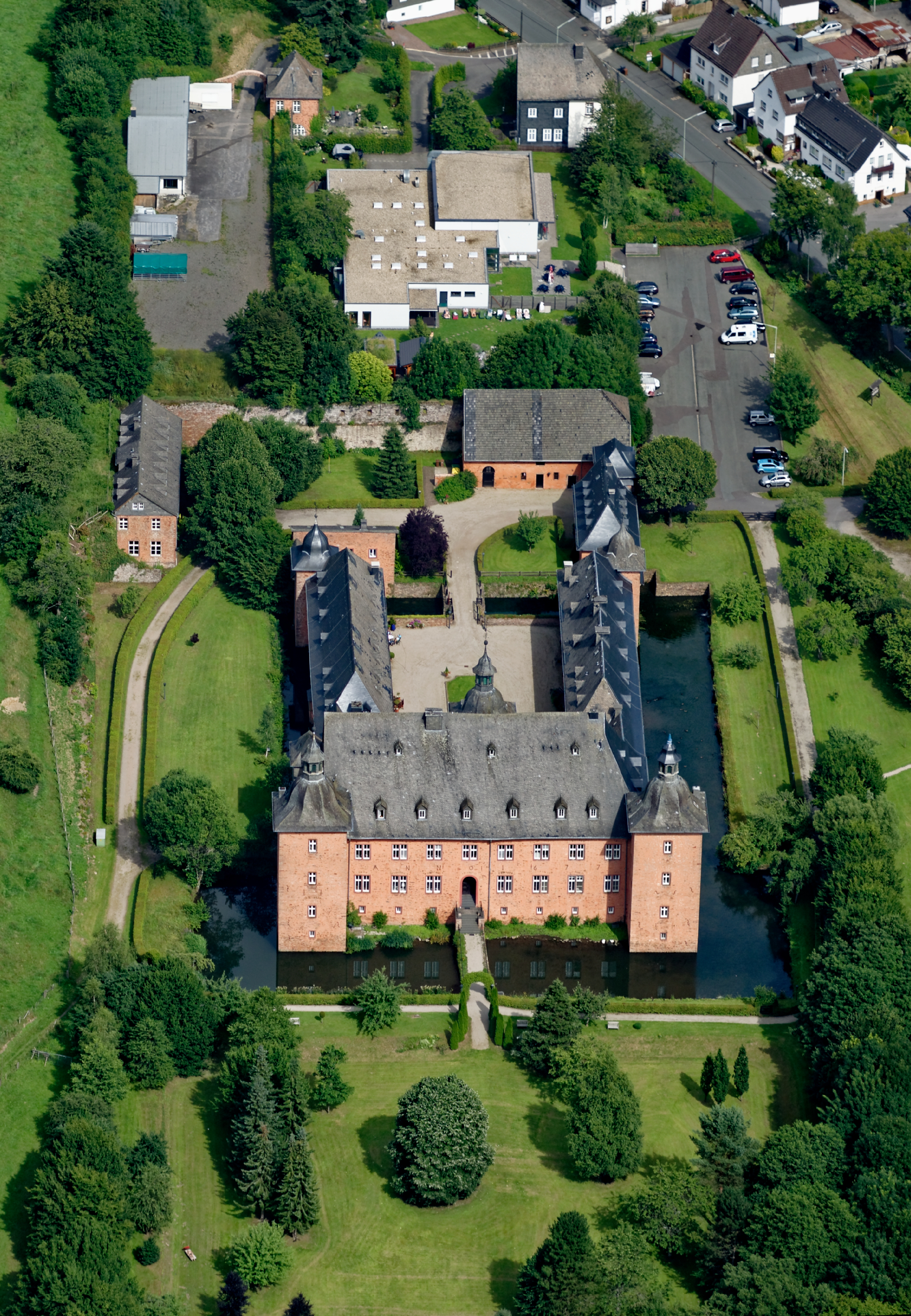
Schloss Adolfsburg
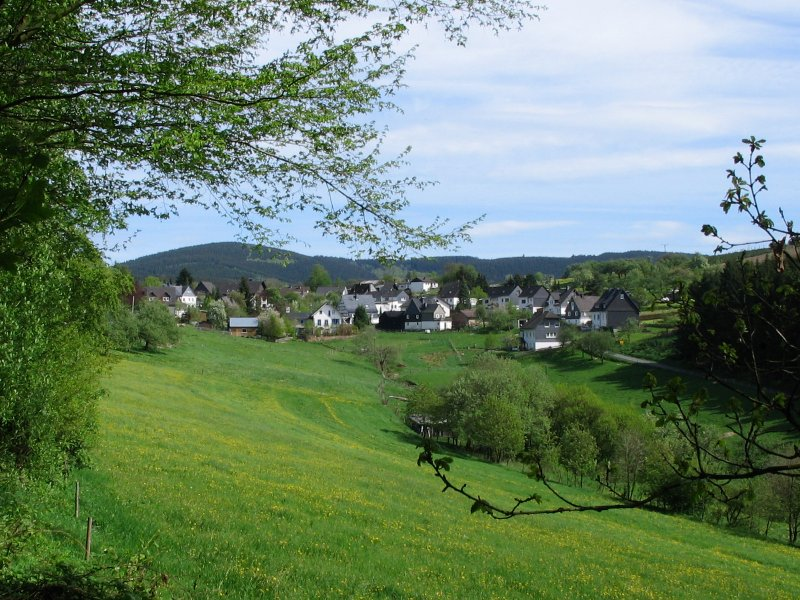
Gezicht op Schwartmecke
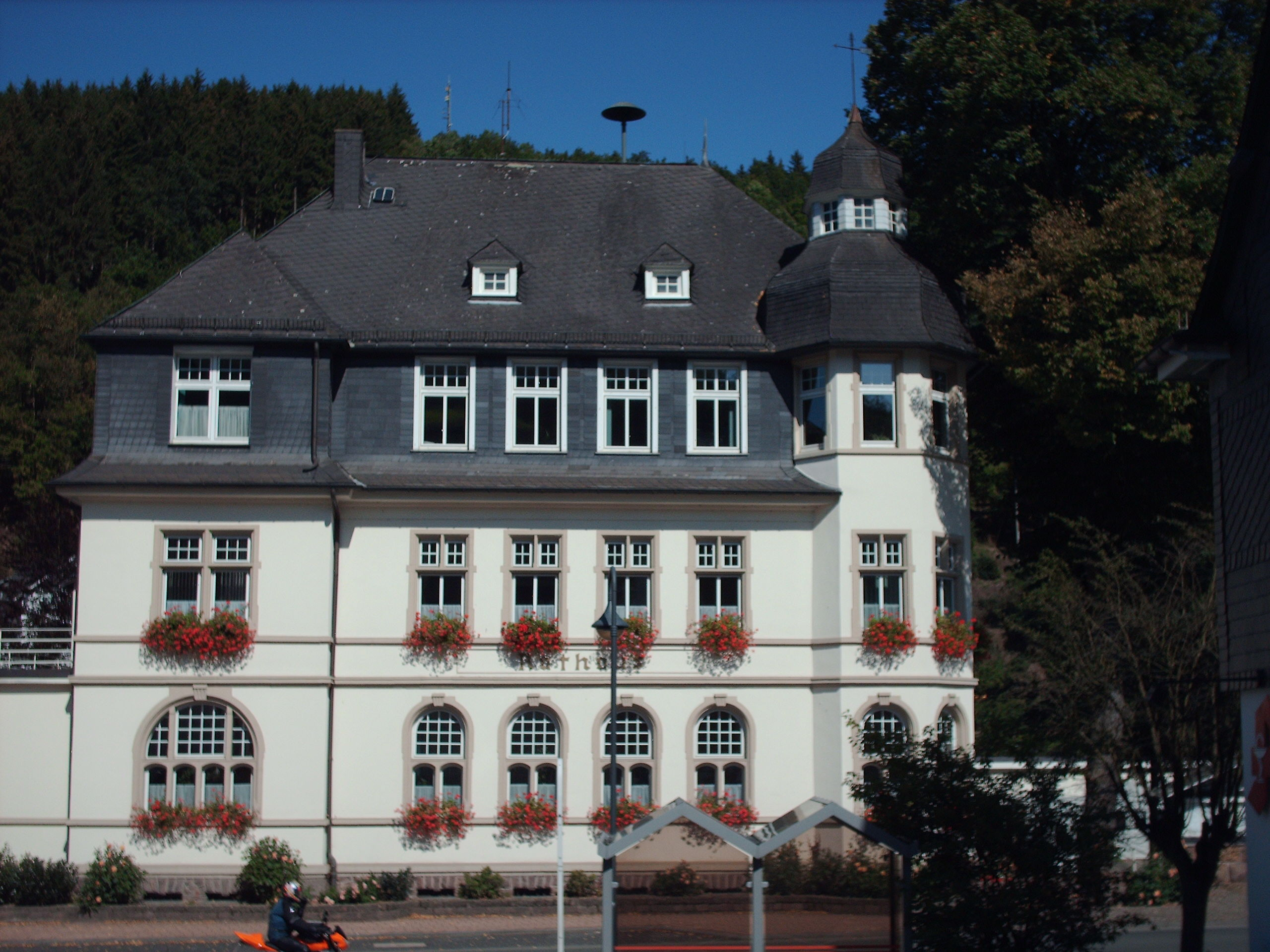
Gemeentehuis

Attendorn · Drolshagen · Finnentrop · Kirchhundem · Lennestadt · Olpe · Wenden
Ahe · 
Albaum · 
Alpenhaus · 
Arnoldihof · 
Benolpe · 
Berghof · 
Bettinghof · 
Böminghausen · 
Böminghauser Werk · 
Brachthausen · 
Breitenbruch · 
Haus Bruch · 
Emlinghausen · 
Erlhof · 
Flape · 
Heidschott · 
Heinsberg · 
Herrntrop · 
Hofolpe · 
Kirchhundem · 
Kohlhagen · 
Kruberg · 
Mark · 
Marmecke · 
Oberhundem · 
Rahrbach · 
Rhein-Weser-Turm · 
Rinsecke · 
Rüspe · 
Schwartmecke · 
Selbecke · 
Silberg · 
Stelborn · 
Varste · 
Welschen Ennest · 
Wirme · 
Würdinghausen